# 代码段
在采用段式内存管理的架构中，代码段（code segment / text segment）通常是指用来存放程序执行代码的一块内存区域。这部分区域的大小在程序运行前就已经确定，并且内存区域通常属于只读, 某些架构也允许代码段为可写，即允许程序自修改（self-modifying code）。
在代码段中，也有可能包含一些只读的常数变量，例如字符串常量等，依照不同執行檔格式的規格與載入器的實作會有不同的情況。
操作系统在装载一个程序时会进行进程地址空间的分段，而代码段通常处于最底部，即最低地址部分，而堆和栈在高处，所以在允许代码段可写的架构上，当堆或栈内存溢出时，代码段中的数据就会开始被覆盖。